# David Lutz
David Lutz (né en Pennsylvanie) est un pianiste et accompagnateur américain, installé en Autriche.

## Biographie
Lutz étudie à l'Université du Delaware, où il obtient un Baccalauréat ès arts et à l'Université de Boston un Master of Music Degree. 
De 1978 à 2001, il participe en tant que chef d'une classe de lied et de l'oratorio ou pour l'accompagnement vocal, au Conservatoire de la ville de Vienne (Musik und Kunst Privatuniversität der Stadt Wien). De 1994 à 2001, il est professeur invité à l'Université de musique et d'art dramatique de Vienne, et depuis 2001, il est professeur d'accompagnement vocal. 
Ses tournées ont mené David Lutz à travers une partie de l'Europe, les États-Unis, le Canada, l'Asie et en Israël et en Syrie. Il a participé, entre autres, aux festivals de Salzbourg, de Vienne, le Klangbogen Vienne, la Schubertiade Vorarlberg, à la Schubertiade de Vienne, initié par Hermann Prey, à la Semaine Romantique du Château de Grafenegg, l'Été de Carinthie, la Fête à Hellbrunn, ainsi que le Maggio Musicale Fiorentino, le Festival de Carpi, le Festival de musique de chambre du vieux Jaffa (Tel Aviv), et invité lors de la Dresdner Musikfestspielen et des Savonlinna-Opernfestspielen en Finlande.
Comme accompagnateur de lied, il a travaillé avec de nombreux artistes renommés, notamment Sona Ghazarian, Nicolai Gedda, Thomas Hampson, Robert Holl, Evgeny Nesterenko, Lucia Popp, Hermann Prey et Helmut Wildhaber.
Lutz a dirigé des classes de maître pour l'interprétation du lied dans de nombreuses Villes de l'Europe, aux États-Unis, au Canada, en Corée du sud et en Australie.

## Discographie
- Haydn, Mozart, Beethoven, Lieder - Robert Holl, baryton (27-30 octobre 1997, Vanguard Classics) (OCLC 53272084)
- Loewe, Ausgewählte Balladen und Lieder - (décembre 1999, Preiser Records) (OCLC 48112541)
- Mahler, Lieder eines fahrenden Gesellen Fruḧe Lieder - Thomas Hampson, baryton (janvier 1992, Teldec 9031-74002-2) (OCLC 30726941)
- Schubert, Ausgewählte Lieder nach Gedichten von Johann Mayrhofer - Robert Holl, baryton (juillet 1994, Preiser Records) (OCLC 36644161)
- Schubert, Schwanengesang : Lieder nach Texten von Ludwig Rellstab, Johann Gabriel Seidl und Heinrich Heine - Robert Holl, baryton (juillet 1994, Preiser Records) (OCLC 33929487)
- Schubert, Lieder nach Texten von Friedrich Schiller - Robert Holl, baryton (décembre 2001, Preiser Records) (OCLC 71126507)
- Schubert, Ausgewählte Lieder - Robert Holl, baryton (1987, Preiser Records) (OCLC 21543002)
- Wolf, Italienisches Liederbuch - Ellen van Lier, soprano ; Robert Holl, baryton (juillet 1983, Preiser Records) (OCLC 34041456)